# Almere City FC in het seizoen 2019/20
Het seizoen 2019/2020 was het 15e jaar in het bestaan van de Almeerse betaaldvoetbalclub Almere City FC. De club kwam uit in de Eerste divisie en eindigde daarin op de negende plaats, door de coronacrisis is competitie niet afgemaakt. De tussenstand na 29 speelrondes werd de eindstand. Tevens deed de club mee aan het toernooi om de KNVB Beker, hierin werd in de eerste ronde verloren van Go Ahead Eagles (1–3).

## Wedstrijdstatistieken

### Eerste divisie
|       | SC Cambuur | FC Den Bosch | FC Dordrecht | FC Eindhoven | Excelsior | Go Ahead Eagles | De Graafschap | Helmond Sport | Jong Ajax | Jong AZ | Jong PSV | Jong FC Utrecht | MVV Maastricht | NAC Breda | N.E.C. | Roda JC Kerkrade | Telstar | TOP Oss | FC Volendam |
| ----- | ---------- | ------------ | ------------ | ------------ | --------- | --------------- | ------------- | ------------- | --------- | ------- | -------- | --------------- | -------------- | --------- | ------ | ---------------- | ------- | ------- | ----------- |
| Thuis | 0 – 1      | 0 – 2        | 3 – 2        | 3 – 1        | afg.      | 1 – 1           | 0 – 2         | 2 – 0         | afg.      | 2 – 1   | 3 – 2    | afg.            | afg.           | 1 – 0     | afg.   | 2 – 0            | 4 – 2   | 3 – 0   | 1 – 0       |
| Uit   | 3 – 1      | 1 – 2        | 1 – 2        | afg.         | 4 – 2     | 1 – 1           | 0 – 0         | 1 – 1         | 3 – 2     | 3 – 1   | afg.     | 3 – 1           | 3 – 2          | 1 – 0     | 2 – 3  | 1 – 1            | 1 – 0   | afg.    | afg.        |

### KNVB Beker
| 1e ronde                                      | Almere City FC       | 1 – 3 (1 – 2) | Go Ahead Eagles                                              |
| 29 oktober 2019 Plaats: Almere Yanmar Stadion | James Efmorfidis 32' |               | 36' Sam Beukema 40' Richard van der Venne 77' Adrian Edqvist |

## Statistieken Almere City FC 2019/2020

### Eindstand Almere City FC in de Nederlandse Eerste divisie 2019 / 2020
| Stand | Gespeeld | Gewonnen | Gelijk | Verloren | Punten | Doelpunten voor | Doelpunten tegen |
| ----- | -------- | -------- | ------ | -------- | ------ | --------------- | ---------------- |
| 9e    | 29       | 13       | 5      | 11       | 44     | 44              | 42               |

### Topscorers
| #                 | Naam             | Goal |
| ----------------- | ---------------- | ---- |
| 1.                | Thomas Verheydt  | 10   |
| 2.                | Shayon Harrison  | 7    |
| 3.                | Nick Venema      | 6    |
| 4.                | Youri Loen       | 5    |
| 5.                | James Efmorfidis | 4    |
| 6.                | Anass Ahannach   | 3    |
| 6.                | Mees Kaandorp    | 3    |
| 8.                | Niek Vossebelt   | 2    |
| 9.                | Radinio Balker   | 1    |
| 9.                | Ricardo Kip      | 1    |
| 9.                | Bart Meijers     | 1    |
| Onbekend doelpunt |                  |      |
| –                 | Onbekend         | 1    |
| Totaal            | Totaal           | 44   |

| #      | Naam             | Goal |
| ------ | ---------------- | ---- |
| 1.     | James Efmorfidis | 1    |
| Totaal | Totaal           | 1    |

## Voetnoten
Almere City FC ·
SC Cambuur ·
FC Den Bosch ·
FC Dordrecht ·
FC Eindhoven ·
Excelsior ·
Go Ahead Eagles ·
De Graafschap ·
Helmond Sport ·
Jong Ajax ·
Jong AZ ·
Jong PSV ·
Jong FC Utrecht ·
MVV Maastricht ·
NAC Breda ·
N.E.C. ·
Roda JC Kerkrade ·
Telstar ·
TOP Oss ·
FC Volendam